# Бојовићи
Бојовићи су насеље у општини Андријевица у Црној Гори. Према попису из 2011. било је 33 становника.

## Демографија
У насељу Бојовићи живи 93 пунолетна становника, а просечна старост становништва износи 34,9 година (30,9 код мушкараца и 39,0 код жена). У насељу има 34 домаћинства, а просечан број чланова по домаћинству је 3,76.
Ово насеље је великим делом насељено Србима (према попису из 2003. године), а у последња три пописа, примећен је пад у броју становника.
|  |

| Демографија | Демографија | Демографија |
| Година      | Становника  | Становника  |
| ----------- | ----------- | ----------- |
|             |             |             |
|             |             |             |
|             |             |             |
|             |             |             |
| 1948.       | 192         |             |
| 1953.       | 195         |             |
| 1961.       | 144         |             |
| 1971.       | 157         |             |
| 1981.       | 155         |             |
| 1991.       | 131         | 130         |
| 2003.       | 137         | 128         |
| 2011.       |             | 33          |

| Етнички састав према попису из 2003.‍ | Етнички састав према попису из 2003.‍ | Етнички састав према попису из 2003.‍ | Етнички састав према попису из 2003.‍ | Етнички састав према попису из 2003.‍ |
| ------------------------------------ | ------------------------------------ | ------------------------------------ | ------------------------------------ | ------------------------------------ |
|                                      |                                      |                                      |                                      |                                      |
| Срби                                 | Срби                                 |                                      | 120                                  | 93,75%                               |
| Црногорци                            | Црногорци                            |                                      | 8                                    | 6,25%                                |
| непознато                            | непознато                            |                                      | 0                                    | 0,0%                                 |

| Година пописа     | 1948. | 1953. | 1961. | 1971. | 1981. | 1991. | 2003. |
| ----------------- | ----- | ----- | ----- | ----- | ----- | ----- | ----- |
| Број домаћинстава | 45    | 38    | 33    | 38    | 37    | 41    | 37    |

| Број чланова      | 1  | 2 | 3 | 4 | 5 | 6 | 7 | 8 | 9 | 10 и више | Просек |
| ----------------- | -- | - | - | - | - | - | - | - | - | --------- | ------ |
| Број домаћинстава | 34 | 6 | 2 | 5 | 8 | 8 | 4 | 1 | 0 | 0         | 0      |

| Пол    | Укупно | Неожењен/Неудата | Ожењен/Удата | Удовац/Удовица | Разведен/Разведена | Непознато |
| ------ | ------ | ---------------- | ------------ | -------------- | ------------------ | --------- |
| Мушки  | 47     | 20               | 27           | 0              | 0                  | 0         |
| Женски | 53     | 15               | 35           | 2              | 1                  | 0         |
| УКУПНО | 100    | 35               | 62           | 2              | 1                  | 0         |

| Пол    | Укупно                    | Пољопривреда, лов и шумарство | Рибарство                            | Вађење руде и камена | Прерађивачка индустрија       |
| ------ | ------------------------- | ----------------------------- | ------------------------------------ | -------------------- | ----------------------------- |
| Мушки  | 22                        | 1                             | 0                                    | 0                    | 10                            |
| Женски | 10                        | 1                             | 0                                    | 0                    | 4                             |
| УКУПНО | 32                        | 2                             | 0                                    | 0                    | 14                            |
| Пол    | Производња и снабдевање   | Грађевинарство                | Трговина                             | Хотели и ресторани   | Саобраћај, складиштење и везе |
| Мушки  | 0                         | 0                             | 0                                    | 0                    | 0                             |
| Женски | 0                         | 0                             | 2                                    | 0                    | 0                             |
| УКУПНО | 0                         | 0                             | 2                                    | 0                    | 0                             |
| Пол    | Финансијско посредовање   | Некретнине                    | Државна управа и одбрана             | Образовање           | Здравствени и социјални рад   |
| Мушки  | 0                         | 0                             | 8                                    | 3                    | 0                             |
| Женски | 0                         | 0                             | 1                                    | 0                    | 2                             |
| УКУПНО | 0                         | 0                             | 9                                    | 3                    | 2                             |
| Пол    | Остале услужне активности | Приватна домаћинства          | Екстериторијалне организације и тела | Непознато            | Непознато                     |
| Мушки  | 0                         | 0                             | 0                                    | 0                    | 0                             |
| Женски | 0                         | 0                             | 0                                    | 0                    | 0                             |
| УКУПНО | 0                         | 0                             | 0                                    | 0                    | 0                             |